# كاتارزينا كراوزيك
كاتارزينا كراوزيك (بالبولندية: Katarzyna Krawczyk)‏ هي مصارعة الهواة بولندية، ولدت في 6 سبتمبر 1990 في Mikołajki ‏ في بولندا.

## وصلات خارجية
- كاتارزينا كراوزيك على موقع قاعدة بيانات المصارعة الدولية (الإنجليزية)
- كاتارزينا كراوزيك على موقع اللجنة الأولمبية الدولية (الإنجليزية)
- كاتارزينا كراوزيك على موقع أوليمبيديا (الإنجليزية)
- كاتارزينا كراوزيك على موقع اللجنة الأولمبية البولندية (مؤرشف) (البولندية)